# Ilmenau (Gedicht)
Ilmenau ist eine Hymne von Johann Wolfgang von Goethe über die Stadt Ilmenau in Thüringen. Er überreichte sie am 3. September 1783 dem Herzog Carl August von Sachsen-Weimar zu seinem 26. Geburtstag.

## Inhalt
Goethe schildert in dem Gedicht die landschaftliche Schönheit um Ilmenau und auch das schwere Leben der Bewohner. Er huldigt dem Landesvater und Freund und ermahnt ihn, ganz im Sinne der Aufklärung: „So mög, o Fürst, der Winkel deines Landes // Ein Vorbild deiner Tage seyn! // Du kennest lang die Pflichten deines Standes“. Vorab ermahnt Goethe sich selbst: „Wo ist mein Pfad, den sorglos ich verlor? // Welch seltne Stimmen hör ich in der Ferne?“
In einer authentischen Episode zu einem Jagdlager 1783 im Finsteren Loch im Schortetal bei Stützerbach erwähnt er Freunde und Bekannte:
- „Die marckige Gestalt aus altem Heldenstamme // Er saugt begierig am geliebten Rohr“ (Karl Ludwig von Knebel)
- „Und seine langen fein gestaltnen Glieder // Eckstatisch faul nach allen Seiten“ (Karl Siegmund von Seckendorff)
- „düster wild an heitren Tagen // Unbändig ohne froh zu seyn“ (Herzog Carl August)

## Entstehungszusammenhang
Johann Peter Eckermann gab später Goethes Schilderung des Jagdlagers wieder:
„Wir hatten uns am Fuße eines Felsens kleine Hütten gebaut und mit Tannenreisern gedeckt, um darin auf trockenem Boden zu übernachten. Vor den Hütten brannten mehrere Feuer, und wir kochten und brieten, was die Jagt gegeben hatte. Knebel, dem schon damals die Tabakspfeife nicht kalt wurde, saß dem Feuer zunächst und ergötzte mit allerlei trockenen Späßen, während die Weinflasche von Hand zu Hand ging. Seckendorf, der Schlanke mit den langen feinen Gliedern, hatte sich behaglich am Stamm eines Baumes hingestreckt und summte allerlei Poetisches. Abseits in einer ähnlichen kleinen Hütte lag der Herzog im tiefen Schlaf. Ich selber saß davor, bei glimmenden Kohlen, in allerlei schweren Gedanken, auch in Anwandlungen von Bedauern über mancherlei Unheil, das meine Schriften angerichtet...“
Mit dem Gedicht fanden Goethes Zeiten, die von Spaß und Vergnügen mit dem jungen Herzog geprägt waren, einen Abschluss.